# Janów (powiat koniński)
Janów – wieś w Polsce położona w województwie wielkopolskim, w powiecie konińskim, w gminie Grodziec przy drodze wojewódzkiej nr 443.
W latach 1975–1998 miejscowość należała administracyjnie do województwa konińskiego.
Inne miejscowości o nazwie Janów: Janów